# Diplazium verapax
Diplazium verapax är en majbräkenväxtart som först beskrevs av John Donnell Smith och fick sitt nu gällande namn av Georg Hans Emmo Wolfgang Hieronymus. Diplazium verapax ingår i släktet Diplazium och familjen Athyriaceae. Inga underarter finns listade.